# Csikéria
Csikéria (serbocroata: Čikerija, pronunciado en portugués y español: Chiqueria) es un pueblo húngaro del distrito de Bácsalmás en el condado de Bács-Kiskun, con una población en 2013 de 868 habitantes.
Fue pedanía de Subotica hasta 1924, cuando se constituyó como una localidad separada. El tratado de Trianon incluyó este pueblo en el territorio húngaro.
Se encuentra ubicado en la frontera con Serbia.